# Hypocala lativitta
Hypocala lativitta là một loài bướm đêm trong họ Noctuidae.